# Râul Secăruia
Râul Secăruia este un curs de apă, afluent al râului Ghimbav. Râul se formează la confluența brațelor Secăruia Mare și Secăruia Mică